# Carne, Osso
Carne, Osso é um documentário de 2011 realizado pela ONG Repórter Brasil que retrata a realidade de trabalhadores dos frigoríficos brasileiros. Ele já foi transmitido no festival internacional É Tudo Verdade, promovido pelo extinto Ministério da Cultura.

## Sinopse
Trabalhadores de frigoríficos contam a dura realidade de sua rotina na indústria pecuarista. Em meio a turnos de trabalho longos e muito desrespeito às leis trabalhistas, o grupo revela como funciona a cadeia produtiva da carne: recordes absurdos para desossar e técnicas tão degradantes quanto doloridas para melhorar o desempenho são apenas alguns detalhes do risco envolvido na esteira refrigerada.

## Recepção
O jornalista Luiz Carlos Merten, do Estadão, conta: "Aqueles 70 e poucos cortes para 45 segundos de filme tiveram tanto impacto sobre o audiovisual quanto a célebre cena da escadaria de Odessa no clássico ‘O Encouraçado Potemkin’, de Sergei M. Eisenstein". Ele define o programa como "não tão agradável de se ver, mas corajoso pelas questões que levanta".
Em março de 2011, o programa Metrópolis realizou uma entrevista com os diretores do filme. No mês seguinte, a revista Época realizou uma entrevista com Carlos Juliano Barros, um dos diretores do filme.
Para Rodrigo Levino, da revista Veja, o documentário escapa de se prestar ao lobby vegetariano, sendo preocupante e comovente, mas os diretores falham por inexperiência e excesso de partidarismo, devido a escolha e repetição de algumas imagens e o maior enfoque no RS e MS, além da não identificação das empresas devassadas.
Segundo o jornalista João Peres, da Rede Brasil Atual, Carne, osso soa como um Tempos modernos da realidade dos frigoríficos, que lançava mão de ironia e sarcasmo para denunciar as más condições do trabalho fabril no início do século XX.

## Prêmios
- Menção Honrosa (EU -- OSHA) "DOK Leipzig" 2011 — Alemanha
- Seleção Oficial "FIDOCS" 2011 — Chile
- Melhor Documentário (Júri Popular do DocFAM) "Florianópolis Audiovisual Mercosul" 2011 — Brasil
- Seleção Oficial "É Tudo Verdade"  2011 — Brasil
- Seleção Oficial "Festival de Gramado" 2011 — Brasil[8]